# Amentotaxus formosana
Amentotaxus formosana (кит.: 台灣穗花杉, tai wan sui hua shan) — вид хвойних рослин родини тисових.

## Поширення, екологія
Популяції обмежується чотирма локаціями в найпівденніших горах Тайваню. Це рідкісне дерево росте в гірських вічнозелених тропічних дощових лісах і широколистих субтропічних лісах. Зазвичай знаходиться на крутих схилах, в ярах, або на скелях в хащах під високими деревами. Його діапазон висот між 500 м і 1300 м над рівнем моря, і більшість дерев зустрічається вище 900 м. У цих первинних лісах члени родини Fagaceae (Castanopsis, Lithocarpus, Quercus) часто є панівними і є велика кількість папоротей, у тому числі деревоподібні папороті й чагарникові. Podocarpus nakaii — ще одна хвойна, що росте тут.

## Морфологія
Дерево до 10 м у висоту і 30 см діаметром, рідко розгалужене. Кора гладка, коричнева, з відлущенням тонких пластівців. Листки шкірясті, ланцетні, серпоподібно вигнуті, краї загорнуті; темно-зелені, дві широкі білясті жилкові смуги є знизу; довжина 5–8,5 см × 7–8 мм ширина; вершини загострені. Пилкові шишки ростуть у кластерах кожен 1,5–3,5 см завдовжки з 7–10 парами 2,5 мм шишечок. Насіннєві конструкції ростуть на 1,5–2 см квітконосах, еліпсоїдні, 20–25 × 9–11 мм аріли, зелені, після дозрівання червонувато-фіолетові, верхівки загострені, з одним насінням розміром 15 × 7 мм. 2n = 14.

## Використання
Деревина, хоча невеликого розміру, цінується і використовується для виготовлення меблів, сільськогосподарських знарядь, інструментів і посуду, і є токарне оброблення дерева на сувеніри. Цей вид вирощується як декоративне дерево в Китаї, Японії і на Тайвані, але дуже рідко і тільки у деяких ботанічних садів в інших місцях. Його широкі, білі знизу на листках смуги жил дуже яскраві. Відсутність комерційно доступних живців або насіння завадило щоб цей вид вирощувався більш широко; він, очевидно, не підходить для кліматичних умов з зимовими морозами.

## Загрози та охорона
Донедавна найбільшою загрозою для нього було перетворення рідних змішаних вічнозелених лісів на плантації з першу чергу Cryptomeria japonica. Декларація конкретних площ для збереження цього виду знизили цю загрозу. Стохастичні події, такі як циклони і зсуви є додатковими загрозами, особливо з огляду на невеликий розмір населення і обмежене поширення. Закон про охорону культурної спадщини Тайваню захищає цей вид. 86 га заповідник був спеціально створений в 1988 році для захисту цього виду.